# Nikolay Khozyainov

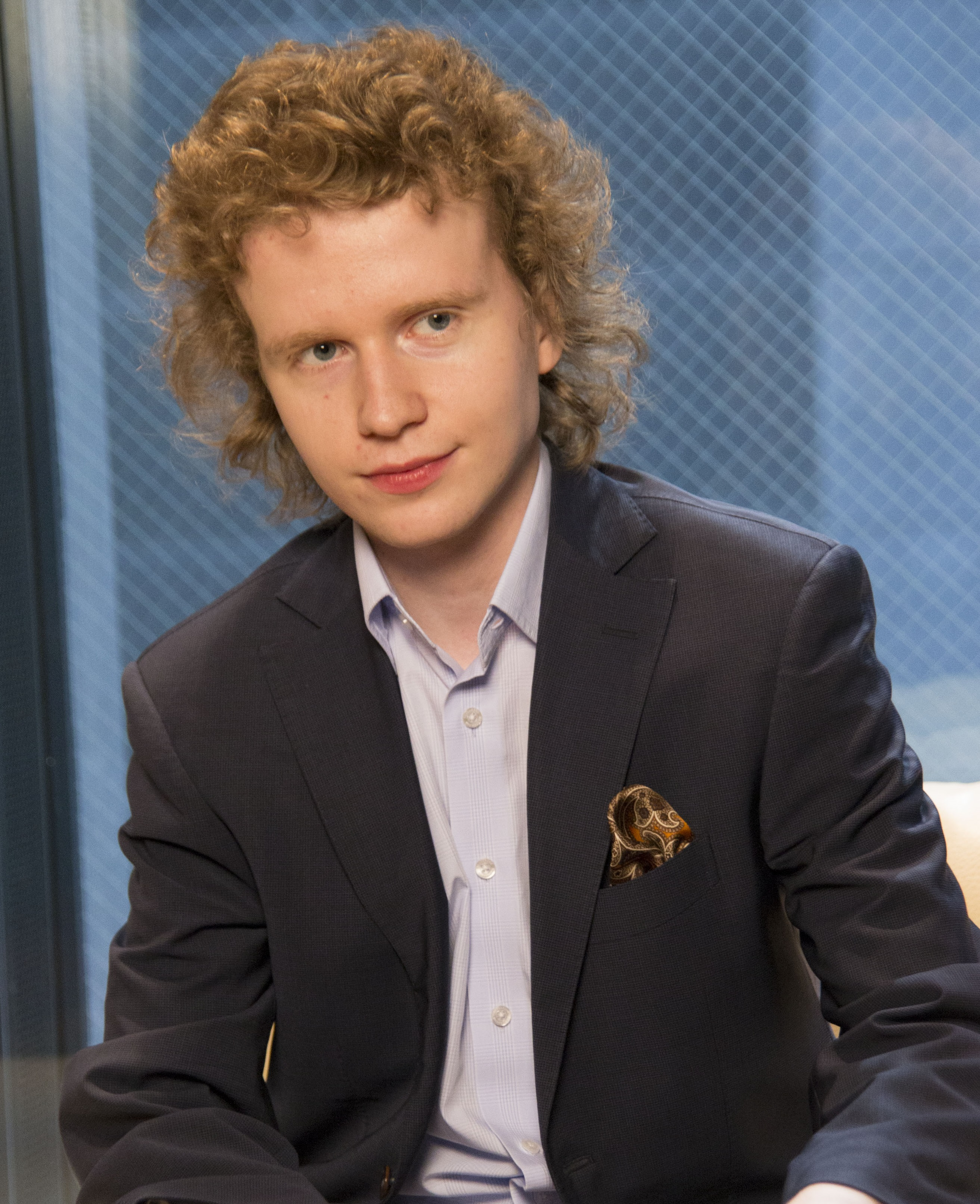
Nikolay Khozyainov, 2014

Nikolay Khozyainov (russisch Николай Юрьевич Хозяинов Nikolai Jurjewitsch Chosjainow; * 17. Juli 1992 in Blagoweschtschensk) ist ein russischer Pianist.

## Biografie
Khozyainov begann im Alter von fünf Jahren mit dem Klavierspielen. Sein Studium am Moskauer Konservatorium schloss er im Mai 2015 ab. Anschließend studierte er bei Arie Vardi an der Hochschule für Musik, Theater und Medien Hannover.
2010 erreichte Khozyainov das Finale des  XVI. Internationalen Chopin-Wettbewerbs in Warschau. 2012 wurde er mit dem 1. Preis beim Internationalen Piano-Wettbewerb in Dublin und dem 2. Preis beim Sydney International Piano Competition ausgezeichnet. 2016 bekam er den Publikumspreis beim Kissinger Klavierolymp. 2018 folgte ein Auftritt beim Kissinger Sommer in der Konzertreihe Schwarzweiß, bei der auch Pianisten wie Herbert Schuch und Igor Levit auftraten.
Seine Debüt-CD mit Werken von Chopin und Liszt erschien 2011. Es folgte ein zweites Album mit Werken von Chopin im Jahr 2012.